# Hranečnický potok
Hranečnický potok je drobný vodní tok v okrese Brno-venkov. Délka toku je 8,8 km. Plocha povodí měří 18,4 km².

## Průběh toku
Hranečnický potok vzniká rozdělením Borkovanského potoka na Hranečnický potok a Moutnický potok u obce Těšany. Protéká katastrálním územím obcí Těšany, Žatčany, Újezd u Brna, Nesvačilka a Měnín. Přítoky potoka jsou tvořeny převážně svodnicemi z nejzápadnějších okrajů Ždánického lesa. Celkový průtok je velmi nízký, potok často vysychá.
Potok se u obce Žatčany vlévá do řeky Litavy na jejím 9,48 říčním kilometru..
Správcem toku je Povodí Moravy, s.p. - závod Dyje.